# Infinite Loop

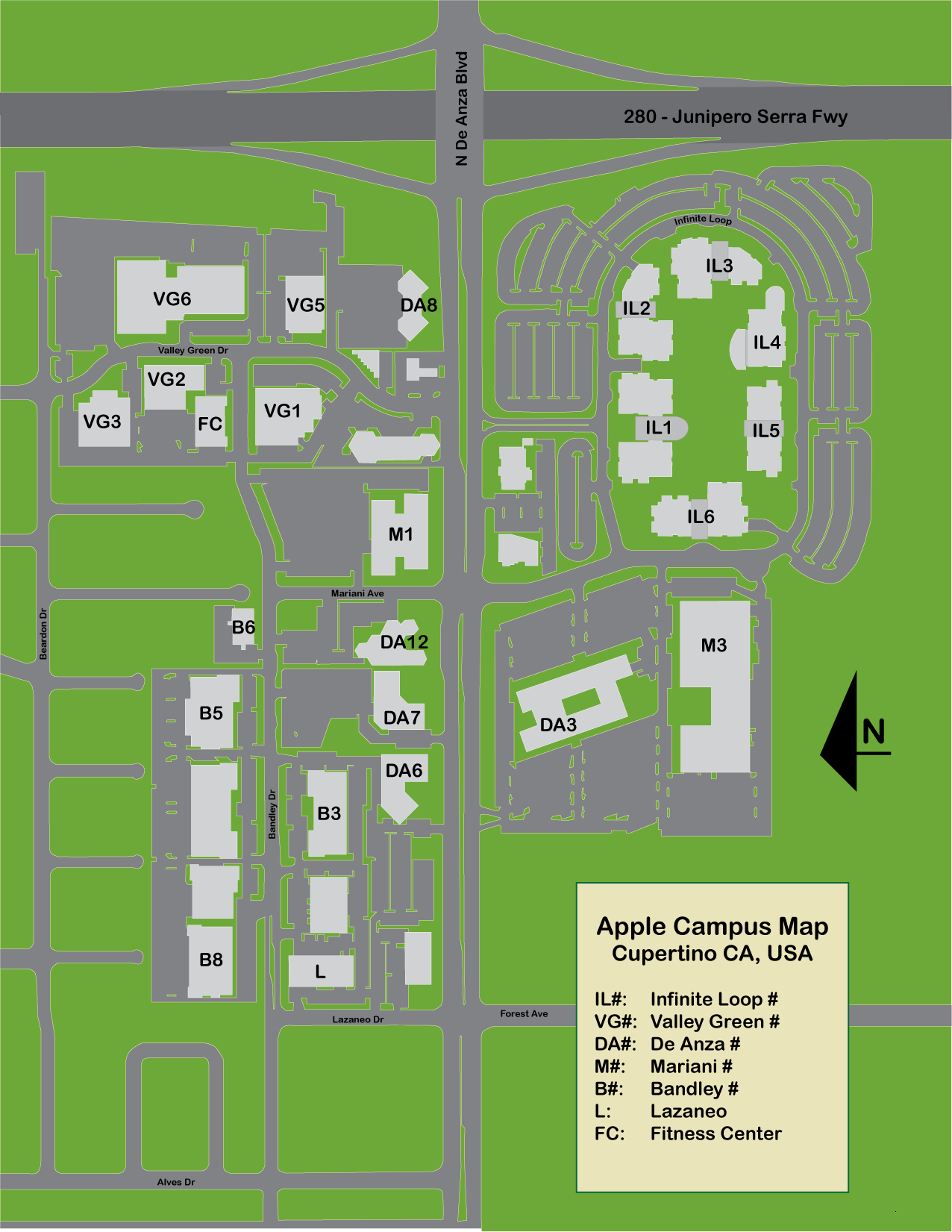
Het hoofdkantoor van Apple wordt met IL1 aangegeven op de kaart

Infinite Loop is een straat in Cupertino in de Amerikaanse staat Californië. De straat is vernoemd naar de oneindige lus, een concept uit het programmeren.
Tot 2017 was er het hoofdkwartier van technologiebedrijf Apple Inc. gevestigd. De straatnaam is dan ook synoniem met de bedrijfscampus Apple Campus. Sinds 2017 is het hoofdkwartier gevestigd in Apple Park, eveneens in Cupertino. De gebouwen aan Infinite Loop zijn wel nog in gebruik als kantoor- en laboratoriumruimte voor Apple.
Infinite Loop vormt een hoefijzervormige lus rond een deel van de Apple-bedrijfscampus. In het westen, recht tegenover de hoofdingang van IL1, verbindt een korte, rechte straat Infinite Loop met de North De Anza Boulevard. In het zuiden is er aansluiting met de Mariani Avenue. Direct ten noorden van de campus loopt de Interstate 280 of de Junipero Serra Freeway. Aan de buitenkant wordt Infinite Loop aan alle kanten omgeven door parkeerterrein. De huisnummers lopen van 1 tot en met 6.